# George Percy, comte Percy
George Dominic Percy, comte Percy, né le 4 mai 1984, est connu comme étant l'héritier du duché de Northumberland.

## Biographie
Percy est le deuxième enfant et le fils aîné de Ralph Percy (12e duc de Northumberland). Il devient héritier du duché en 1995, quand son oncle Henry, 11e duc de Northumberland, est décédé. Les parents de Percy, maintenant duc et duchesse de Northumberland, voulaient le protéger des « vices et pièges », et cherchent à l'empêcher d'hériter de 1 000 000 £ et d'un revenu annuel 250 000 £ lors de ses 18 ans. En 1999, ils réussissent à retarder l'héritage, que lord Percy reçoit finalement à l'âge de 25 ans. George Percy est également devenu l'héritier du château d'Alnwick de Northumberland, célèbre car connu comme l'école de Sorcellerie de Poudlard dans Harry Potter. George Percy sert en tant que page d'honneur de la reine Elisabeth II de 1996 à 1998.
Le comte Percy étudie la géographie à l'université d'Édimbourg où il s'est spécialisé dans le développement durable et les énergies renouvelables. Il est diplômé en 2008, après avoir partagé une maison avec Pippa Middleton dont il est l'ami.
Percy étudie la langue arabe à l'Université de Damas et travaille ensuite à Abu Dhabi. Il y est le directeur général de la société d'énergie géothermique Cluff avec Paul Younger.